# Vysokotlaký laminát
Vysokotlaký laminát (anglicky High pressure laminate, zkratkou HPL) je vysokotlaký, konstrukčně plošný materiál na odolné, dekoračně výrazné povrchy. Barvy jsou v široké škále od dřevodekorů, dekorů kamenů až po abstraktní představy. Materiál má tloušťku od 0,4 do 1,8 mm. Povrchy mohou být lesklé, matné i v mnoha dalších strukturách. Jedná se o materiál s jedním z nejlepších poměrů kvalita/cena pro výrobu nábytku a stavební realizace.

## Historie
První laboratorní pokusy o vytvoření tohoto materiálu proběhly na konci 19. století. U vývoje průmyslových aplikací stály dvě firmy: Formica (1913) a Resopal (1930). Prvotně byl materiál použit jako izolační desky pro elektroprůmysl a jako odolný materiál na vodorovné desky stolů. V této době na lícové straně zatím pouze s hnědým povrchem bez dekoračních vrstev.

## Použití
Vysokotlaký laminát se používá v interiéru nebo v exteriéru. V interiéru například na kuchyňské desky, desky stolů, skříňový nábytek, na výrobu dvířek, jako obkladový materiál na obložení stěn, dělicí příčky, odolné kancelářské podlahy, montážní stoly v průmyslu, izolační a nosné desky pro elektroprůmysl a další konstrukční realizace.
V exteriéru se používá například ve formě kompaktních desek (od 2 mm do cca 30 mm). Vyrábí se v poměrně široké škále tlouštěk. Vzniká prostým vrstvením podkladových (kraftových) papírů. Lze jej využít na venkovní obložení domů jakožto provětrávané fasády, na dětská hřiště, ploty, brány, balkónové výplně apod.

## Vlastnosti
Vlastnosti vysokotlakého laminátu jsou popsané všeobecně závaznou normou „Vysokotlaké dekorativní lamináty (HPL) – Desky na bázi reaktoplastů – ČSN EU 438 – (1 až 9). Mezi zásadní vlastnosti patří vysoká oděruvzdornost, vysoká odolnost proti proražení, vysoká odolnost vůči teplotě (do 180 °C) a vysoká odolnost proti průniku vody. Mají garantovanou rozměrovou stálost a vysokou odolnost proti oxidaci povrchu – tedy stálobarevnost.

## Výroba
Výroba vyokotlakého laminátu probíhá lisováním jednotlivých vrstev materiálu ve stacionárních lisech, zpravidla o vysokém počtu lisovacích portálů. Budoucí HPL se zaváží do lisovacího portálu ve skladbě: kraftové papíry (sycené pryskyřicí), dekorační papír a overlay (krycí, ochranná vrstva). Materiál je následně stlačen za vysoké teploty po dobu cca 80 minut. Při tomto procesu dochází k propečení jednotlivých vrstev v kompaktní celek. V každém lisovacím portále jsou lisovány vždy sudé počty budoucích HPL, oddělené jsou tzv. rozlupovou – separační vrstvou. Ta je vždy na rubové straně HPL. Po ukončení lisování je nutno vždy rubovou stranu přebrousit, aby se oddělily zbytky této vrstvy. Vzhled povrchu lícové strany HPL (lesk, mat, reliéfní struktury) určuje druh lisovacího plechu.

### Přední výrobci HPL s prodejem v Evropě
Mezi přední výrobce patří Formica (EU), Abet Laminati (Itálie), Resopal (SRN), Pfleiderer (SRN), Polyrey (Francie), Kronospan (Polsko), Homapal (SRN), Oberflex (Francie), Modekor (SAE), Arpa (Itálie), Decolan (Švýcarsko), Puricelli (Itálie), Lamicolor (Itálie), Gentas (Turecko), ASD (Turecko) nebo FunderMax (Rakousko).

## Varianty
Kromě klasických vysokotlakých laminátů se vyrábí také zalaminovaná dřevěná dýha, plně probarvená jádra HPL, nehořlavé HPL, kovolamináty HPL, povrchy odolné chemikáliím pro chemické laboratoře, magnetické povrchy, možnosti digitálního tisku pro individuální návrhy, zvukově izolační desky, hluboké struktury povrchu apod. V Československu je známý vyokotlaký laminát umakart.